# Diptyque de Maarten van Nieuwenhove
Le  Diptyque de Maarten van Nieuwenhove ou Diptyque de la Vierge à l'Enfant avec Maarten van Nieuwenhove est une œuvre du peintre primitif flamand Hans Memling, réalisée en 1487. Elle est composée de deux panneaux de 52 cm de hauteur et de 41,5 cm de largeur, exposés au musée Memling dans l'hôpital Saint-Jean (Sint-Janshospitaal) de Bruges (Belgique).

## Description de l’œuvre

### Panneau de droite: Maarten van Nieuwenhove
Maarten van Nieuwenhove fait exécuter ce diptyque de dévotion privée en 1487, alors qu’il n’avait que vingt-trois ans. Issu d’une famille brugeoise influente, dont les nombreux membres jouaient un rôle actif dans le conseil communal de Bruges, il envisageait sans doute avec une certaine assurance la carrière politique que lui permettaient ses origines. 
Maarten van Nieuwenhove est représenté à genoux, les mains jointes, priant devant une Bible ouverte. Il est vêtu d'un habit en velours violet qu'il porte près du corps, sur lequel il porte un vêtement de couleur prune bordé de noir. Ces habits témoignent de son rang et de son statut social élevé. Il porte un anneau à l'index et regarde fixement devant lui, en adoration devant la Vierge. 
La pièce dans laquelle il se trouve est recouverte de panneaux en bois et illuminée par deux grandes fenêtres. Sur le vitrail en haut à droite, est représenté saint Martin à cheval, le patron de Maarten van Nieuwenhove, dans une scène de charité chrétienne. Dans sa main droite il tient une épée avec laquelle il coupe la moitié de sa cape pour la donner à un mendiant. La fenêtre ouverte offre une vue sur le pont du Minnewater, le lac des amoureux (par étymologie populaire), situé à Bruges.

### Panneau de gauche: LaVierge à l'Enfant
Memling représente une Vierge à l'Enfant en habit royal. Elle porte sur le front un diadème, incrusté de perles et de pierreries en forme d'étoile. L'encolure de sa robe bleue roi est ornée de brocart incrusté de pierres précieuses et de perles, et brodé de fil d'or. Par-dessus sa robe, la Vierge porte un épais manteau rouge qui lui recouvre les épaules. 
Avec sa main droite, la Vierge tient l'Enfant Jésus, assis sur un coussin brodé, tandis qu'avec sa main gauche elle lui présente une pomme, symbole du fruit défendu dans la Jardin d'Eden et du péché originel commis par Adam et Ève. La symbolique derrière cette représentation réside dans la fait que le Christ, en tant que « nouvel Adam », rachètera les péchés de l'Humanité.  
La vierge est assise dans la même pièce que Maarten van Nieuwenhove, dont la décoration est typique d'un intérieur flamand au XVe siècle. Hans Memling matérialise cette unité de lieu par plusieurs éléments que l'on retrouve dans les deux panneaux du diptyque. Le sol de la pièce est recouvert, de part et d'autre, par un tapis oriental. Le livre de prières ouvert devant van Nieuwenhove est posé sur l'extrémité du manteau rouge de la Vierge. Enfin, le miroir convexe représenté derrière la Vierge, sur le panneau de gauche, renvoie une image des deux personnages côte à côte. 
La Vierge tourne le dos, elle aussi, à deux grandes fenêtres ouvertes, sur un paysage champêtre. La fenêtre de droite est surmontée de deux vitraux. Sur celui de gauche, on distingue saint Georges à cheval terrassant un dragon, dont l'exploit conduit les habitants de la ville alentour à la conversion au christianisme. La fenêtre de gauche est surplombée d'un seul grand vitrail en forme de demi-cercle. Au centre de ce vitrail, sont représentées les armes de la famille Van Nieuwenhove qui sont : « d'azur à trois pals d'or au chef brisés d'un lis au premier canton avec une coquille d'argent en pointe, et portant pour timbre un léopard issant d'argent entre un vol ». La devise du commanditaire « Il y a cause » (en français) est inscrite au-dessous. Traditionnellement, le blason du donateur était peint sur le revers du tableau, mais en demandant à ce qu'il apparaisse sur le tableau van Nieuwenhove a probablement cherché à affirmer son identité de manière plus évidente. Entourant l'écu, une scène est reproduite à quatre reprises : une main descendant d'un nuage pour planter des graines d'or. Cette scène fait référence au nom de famille Nieuwenhove qui signifie « nouveau jardin » en français. 

## Analyse
Ce qui distingue ce diptyque, non seulement dans l’œuvre de Memling, mais dans la peinture des primitifs flamands, c’est le rapport spatial entre le donateur et la Vierge, pour lequel Memling s’est servi d’une grille visible à l’œil nu sur le volet du donateur. Cette grille ne sert pas à tracer les lignes de fuite d’une perspective frontale, courante dans la peinture florentine. Memling s’est efforcé d’obtenir un effet de perspective cohérent, en établissant un équilibre visuel entre les volets qui montrent des parties de la pièce situées l’une par rapport à l’autre dans un angle de 135° à 90°. À ce niveau, le reflet du miroir convexe à gauche de la Vierge joue un rôle déterminant. Il montre précisément quel est le rapport spatial entre le donateur et la Vierge (elle lui apparaît de profil) et entre le spectateur et la Vierge (il la voit de face), tout en révélant les parties invisibles de la pièce.
L’éclairage réaliste, le rapport des valeurs et le rendu des textures autorisées par la peinture à l’huile contribuaient à produire l’illusion du réel, inaccessible aux Italiens qui travaillaient à tempera et restaient attachés à la vue de profil, bidimensionnelle et plus hiératique.

## Sources et bibliographie
- Jacques-Paul Migne, Dictionnaire des musées : ou Description des principaux musées d'Europe et de leurs collections…, Paris, 1855 (lire en ligne), p. 53-54
- J. Gailliard, Bruges et le Franc ou Leur magistrature et leur noblesse, avec des données historiques et généalogiques sur chaque famille, vol. 4, J. Gailliard, 1860 (lire en ligne)
- Till-Holger Borchert, Les portraits de Memling, vol. 1, Ludion, 2005, 191 p. (ISBN 90-5544-545-2)
- Irene Smet, Hôpital Saint-Jean : Bruges, Gand, Ludion Guides, 2001, 86 p. (ISBN 90-5544-306-9)
- (es) Patrick de Rynck, Hans Memling, « Díptico de la Virgen con Maarten van Nieuwenhove », in Cómo leer la pintura, 2005, Grupo Editorial Random House Mondadori, S.L., pp. 74-75,  (ISBN 84-8156-388-9)